# 志立託爾
志立 託爾（しだち たくじ、1927年3月16日 - 2013年1月31日）は、日本の経営者。三菱信託銀行社長を務めた。東京都出身。

## 経歴
1948年に東京大学法学部政治学科を卒業し、同年に三菱信託銀行に入行。1973年11月に取締役に就任し、1975年11月に常務、1980年11月に専務、1983年3月に副社長を経て、1984年3月には社長に就任。1990年3月に会長に就任し、1995年6月に相談役、1999年6月に最高顧問を経て、2007年7月から名誉顧問を務めた。
1985年4月から1986年4月までに信託協会会長を務め、ニコン、三菱マテリアルで各監査役も務めた。
2013年1月31日に肺炎のために死去。85歳没。